# Filumena Marturano (film 2022)
Filumena Marturano è un film televisivo italiano tratto dall'omonima commedia di Eduardo De Filippo, trasmesso in prima visione e in prima serata su Rai 1 martedì 20 dicembre 2022 e diretto da Francesco Amato.

## Trama
Napoli, anni '50. Filumena Marturano, una donna con un passato da prostituta, vive more uxorio con il ricco pasticciere Domenico Soriano, occupandosi della casa e dei suoi affari. Nonostante l'età, Domenico conduce un discutibile stile di vita e dilapida le sue ricchezze in gozzoviglie varie; solo l'accortezza di Filumena impedisce il suo tracollo finanziario. La donna vorrebbe sposarlo, ma egli rifiuta di prendersi le proprie responsabilità.
Stufa di questa situazione ormai insostenibile, Filumena adotta uno stratagemma: si finge moribonda e chiede a Domenico, come ultimo desiderio, di sposarla in articulo mortis. Il pasticcere, in qualche modo affezionato a lei, acconsente, assistendo subito dopo all'improvvisa guarigione di Filumena; furibondo, Domenico chiede e ottiene l'annullamento del matrimonio. A quel punto Filumena gli rivela di essere madre di tre figli, cresciuti grazie al denaro e ai beni che nel corso degli anni ha sottratto di nascosto allo stesso Domenico, e che lui è il padre di uno di essi.
L'uomo tenta in tutti i modi di scoprire quale dei tre sia suo figlio, ma invano: solo Filumena è a conoscenza della verità, e gliela tiene nascosta sapendo che Domenico avrebbe concentrato tutte le sue attenzioni solo sul suo legittimo figlio, mentre lei ritiene che «e figlie so’ figlie e so’ tutt'eguale». Domenico litiga ferocemente con Filumena finché, in uno slancio di passione, i due finiscono col fare l'amore.
Qualche tempo dopo Domenico e Filumena si sposano, e l'uomo riconosce tutti e tre i figli della novella sposa come suoi, andando a formare un'unica famiglia. Filumena può finalmente sciogliersi in un pianto liberatorio.

## Produzione
Il film è stato prodotto da Picomedia in collaborazione con Rai Fiction, con il contributo di Film Commission Regione Campania e con il patrocinio della città di Portici.

### Riprese
Le riprese si sono svolte nel centro storico di Napoli nell'agosto del 2022: l'abitazione di Filumena è in piazza del Gesù in omaggio a Matrimonio all'italiana di Vittorio De Sica mentre la scena delle nozze tra Filumena e Domenico è ambientata nella chiesa dei Santi Severino e Sossio.
L'abitazione del senatore Nocella è Villa Giulia a Barra.

## Accoglienza
Il film è andato in onda in prima serata su Rai 1 martedì 20 dicembre 2022 e ha totalizzato 3 467 000 telespettatori pari al 21,5% di share.